# Lies Schilp
Lies Schilp (27 september 1959) is een Nederlandse zangeres.

## Biografie
Schilp begon haar carrière in 1980 bij de band Gruppo Sportivo. In 1983 vroeg Herman Brood haar samen met Robbie Schmitz te komen zingen bij zijn band Wild Romance als het achtergrondkoortje de Bombitas. Na een paar jaar besloten de Bombitas het op eigen benen te proberen. Met de door Herman Brood geschreven single My Boy probeerden ze de hitlijsten te bestormen, maar het succes bleef uit. Schmitz stopte en Schilp ging verder met Inge Bonthond. Samen zongen zij weer een paar jaar bij Herman Brood en later sloten zij zich ook weer bij Gruppo Sportivo aan.
In 1988, in de roerige tijden vlak voor de Val van de Muur, nam de Duitse rockster Udo Lindenberg Schilp en Schmitz mee op tournee door Duitsland, Oostenrijk en Hongarije met zijn Feuerland Revue.   
Intussen had Schilp in 1990 de gelegenheidsvrouwenband Girls Wanna Have Fun opgericht. Naast het clubcircuit en festivals speelden de "Girls" in het theater. Schilp organiseerde en produceerde vier succesvolle tournees (in 2003, 2006, 2008 en 2010).
De Japanse popartiest-dj Tomoyuki Tanaka (bekend onder de artiestennaam Fantastic Plastic Machine) nodigde in 1997 "Liesje" uit om op zijn album The Fantastic Plastic Machine het nummer Bachelor Pad te zingen. Dit nummer werd in 1999 tevens gebruikt voor de soundtrack van de film Austin Powers: The Spy Who Shagged Me.
In oktober 2006 vroeg Henk Temming Schilp als coach bij de talentenjacht X Factor. Dit was de start van een nieuwe muziekcarrière bij onder andere de Fontys Rockacademie en Popsport.
In 2016 werd Schilp coördinator muziek bij de Amsterdamse dak- en thuislozenorganisatie HVO-Querido. Samen met muzikanten met dakloze, verslavings- en/of psychiatrische achtergrond maakte zij muziekvoorstellingen en theaterproducties.
In januari 2020 ging Schilp samen met mede-Bombita Inge Bonthond op tournee met gitarist Jan Akkerman en zanger Bert Heerink. Zij maakten samen deel uit van de theatervoorstelling Legendary Albums “Sticky Fingers”, een ode aan het legendarische album van The Rolling Stones. Na tien shows werd de tournee op 12 maart 2020 vanwege de coronasituatie afgebroken en geannuleerd.

## Discografie

### Gruppo Sportivo
Albums:
- Design Moderne (1982)
- Sucker of the Century (1989)
- Young & Out (1992)
- Sing Sing (1994)
- Married with Singles (2000)
- Pop! Goes the Brain / Design Moderne remastered (2000)
- Topless 16 (2004)
- Rock Now, Roll Later (2006)
- The Secret of Success (2011)
- The Making of 10 Mistakes (2012)
- Great (2018)

Dvd: Career Movies (2006)

### Herman Brood & His Wild Romance
Albums:
- The Brood (1984)
- Bühnensucht (1985)
- Niteclubbin' (bootleg) (1982)
- Freeze (1990)
- Saturday Night Live! (1992)

Dvd's:
- Saturday Night Live!
- Rockpalast

Film:
- Rock & Roll Junkie

### Bombitas
Singles: 
- My Boy (1986)
- Stay in My life (1986)
- Rock & Roll Heartbeat (1987)
- The Secret (1988)

### Girls Wanna Have Fun
Dvd's:
- The First Official GWHF Bootleg (2006)

Fotoboek:
- Girls Wanna Have Fun (2008)

## Tekenfilms
- Ook honden gaan naar de hemel (stem Anne-Marie), 1990
- Hanekam de Rocker (stem Peepers), 1991
- Ferngully, het laatste regenwoud (stem Crysta), 1992